# Saint-Pourçain-sur-Sioule (tổng)
Tổng Saint-Pourçain-sur-Sioule là một tổng ở tỉnh Allier trong vùng Auvergne-Rhône-Alpes.

## Địa lý
Tổng này được tổ chức xung quanh Saint-Pourçain-sur-Sioule thuộc quận Moulins. Độ cao thay đổi từ 217 m (Monétay-sur-Allier) đến 426 m (Laféline) với độ cao trung bình 279 m.

## Hành chính
| Giai đoạn        | Ủy viên        | Đảng | Tư cách                                  |
| ---------------- | -------------- | ---- | ---------------------------------------- |
| 21               | Bernard Coulon | URB  |                                          |
| septembre 1988   | Bernard Coulon | URB  |                                          |
| tháng 3 năm 1994 | Bernard Coulon | URB  |                                          |
| tháng 3 năm 2001 | Bernard Coulon | URB  | Thị trưởng của Saint-Pourçain-sur-Sioule |
| tháng 3 năm 2008 | Bernard Coulon | URB  | Thị trưởng của Saint-Pourçain-sur-Sioule |

## Các đơn vị cấp dưới
Tổng Saint-Pourçain-sur-Sioule gồm 14 xã với dân số là 10 644 người (điều tra năm 1999, dân số không tính trùng)
| Xã                        | Dân số | Mã bưu chính | Mã insee |
| ------------------------- | ------ | ------------ | -------- |
| Bayet                     | 606    | 03500        | 03018    |
| Bransat                   | 508    | 03500        | 03038    |
| Cesset                    | 353    | 03500        | 03049    |
| Contigny                  | 559    | 03500        | 03083    |
| Laféline                  | 173    | 03500        | 03134    |
| Loriges                   | 326    | 03500        | 03148    |
| Louchy-Montfand           | 424    | 03500        | 03149    |
| Marcenat                  | 303    | 03260        | 03160    |
| Monétay-sur-Allier        | 461    | 03500        | 03176    |
| Montord                   | 236    | 03500        | 03188    |
| Paray-sous-Briailles      | 538    | 03500        | 03204    |
| Saint-Pourçain-sur-Sioule | 5 266  | 03500        | 03254    |
| Saulcet                   | 608    | 03500        | 03267    |
| Verneuil-en-Bourbonnais   | 283    | 03500        | 03307    |

## Biến động dân số
| 1962                                                     | 1968   | 1975   | 1982   | 1990   | 1999   |
| -------------------------------------------------------- | ------ | ------ | ------ | ------ | ------ |
| 9 897                                                    | 10 680 | 10 579 | 10 277 | 10 207 | 10 644 |
| Nombre retenu à partir de 1962 : dân số không tính trùng |        |        |        |        |        |